# St. Nikolai (Mühlhausen)
Mit dem Bau der unter Denkmalschutz stehenden evangelischen Pfarrkirche St. Nikolai in Mühlhausen in Thüringen wurde im 14. Jahrhundert begonnen, sie erhielt aber erst durch Wilhelm Röttscher 1897–1898 die regelmäßige Gestalt einer dreischiffigen kreuzrippengewölbten Hallenkirche.

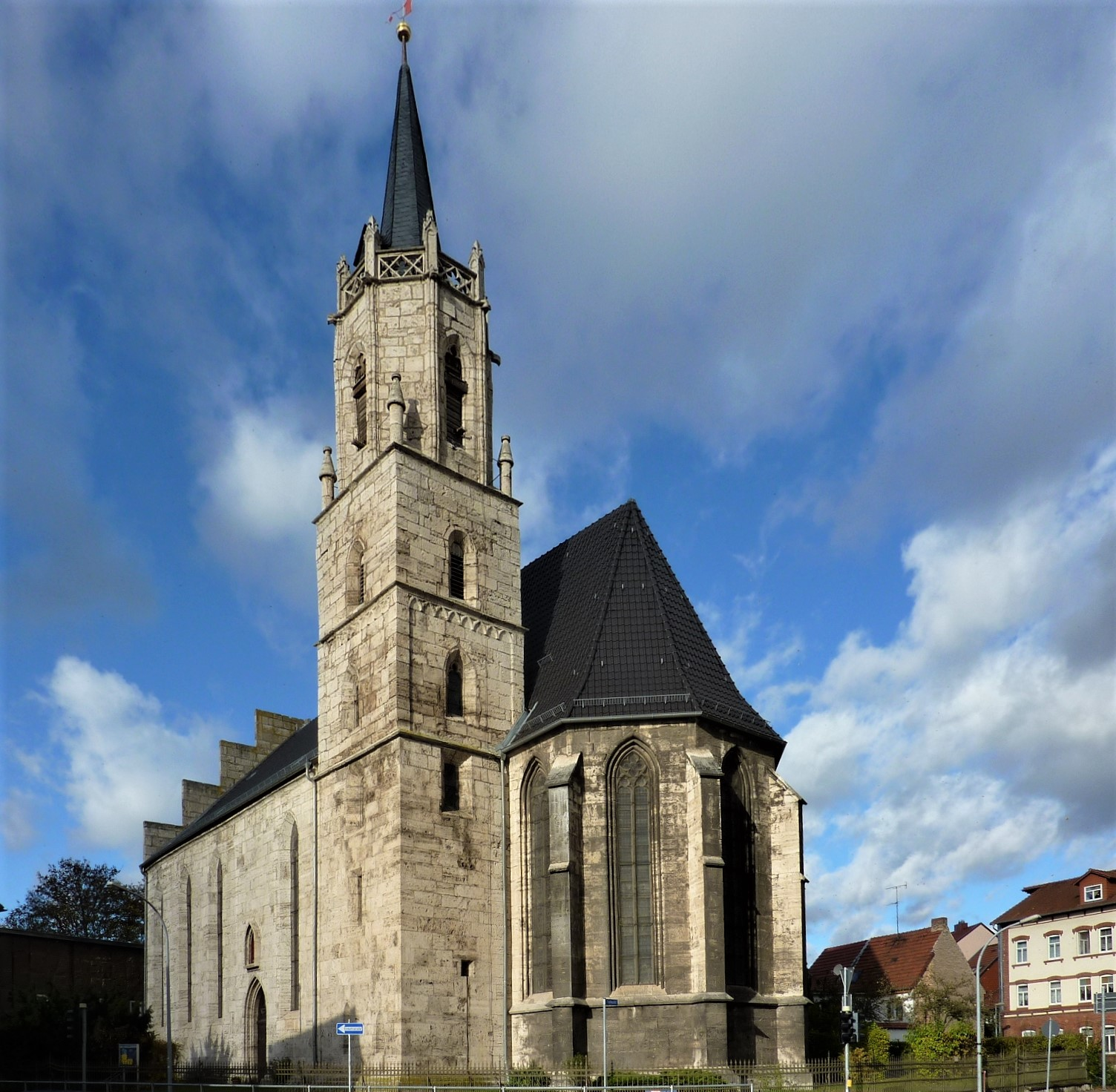
St. Nikolai von Südosten

## Geschichte
Mühlhausen liegt im Nordwesten des Thüringischen Beckens am Oberlauf der Unstrut, die schon prähistorisch besiedelt war und bis ins 6. Jahrhundert ein Zentrum des Thüringerreichs gewesen war. 967 wird es in einer Urkunde König Ottos II. als Krongut bezeichnet. Seit 1135 hatte es den Status einer Reichsstadt. Die Unstrut wurde hier von einem Handelsweg, dem Hessenweg überquert. Der Bau der Nikolaikirche beginnt um 1314 mit dem Neubau des Chors anstelle eines Vorgängerbaus an einem frühstädtischen Markt im Westen der Unterstadt, der 1297 erstmals erwähnt wird. Die Vollendung der Kirche ist aber seinerzeit nicht gelungen. Die ältere Kaufmannssiedlung im Westen, in der St. Nikolai lag, wurde Vorstadt, nachdem eine Mauer um die Marktstadt gebaut wurde. Da Mühlhausen von Kriegszerstörungen verschont geblieben ist, hat sich das mittelalterliche Stadtbild bis heute erhalten. Heute stehen noch zwölf mittelalterliche Kirchbauten in der Stadt, im Mittelalter waren es sechzehn.

## Baubeschreibung
Die evangelisch-lutherische Pfarrkirche St. Nikolai ist die größte unter den Vorstadtkirchen. Die gesamte Kirche entstand aus Travertin in der üblichen Schalentechnik, d. h., zwischen den aus flachen Quadern gemauerten Innen- und Außenschalen wurden Steinreste und Mörtel gefüllt. Durch historische Überformung des Äußeren und durch die Erneuerung der gotischen Gewölbe wurde die bauliche Erscheinung nach den Vorstellungen des 19. Jahrhunderts geprägt. Die regelmäßige Gestalt einer dreischiffigen kreuzrippengewölbten Hallenkirche, wie sie bei ihrer Entstehung im 14. Jahrhundert gedacht war, erhielt sie 1897–1898 durch die Erhöhung der Nordwand und das Einbringen eines Kreuzrippengewölbes. Die Gewölbe der Halle werden von achteckigen Pfeilern getragen.
Der Chor ist im Unterschied zum Langhaus einschiffig, für mittelalterliche Pfarrkirchen in Deutschland nicht ungewöhnlich. Er besteht aus einem Rechteckjoch und einem 5⁄8-Polygon. Rechts, also südlich neben dem Rechteckjoch steht als Chorflankenturm der Glockenturm dieser Kirche. An der gegenüber liegenden Seite befindet sich, gleichsam als nicht ausgeführter Turm, eine zweigeschossige Kapelle, die sich äußerlich nicht vom Seitenschiff abhebt.
Die Außenwände des Langhauses sind im Gegensatz zum Chor ohne Strebepfeiler, auch die Fenstergewände sind glatt, im Chor dagegen sind sie profiliert.

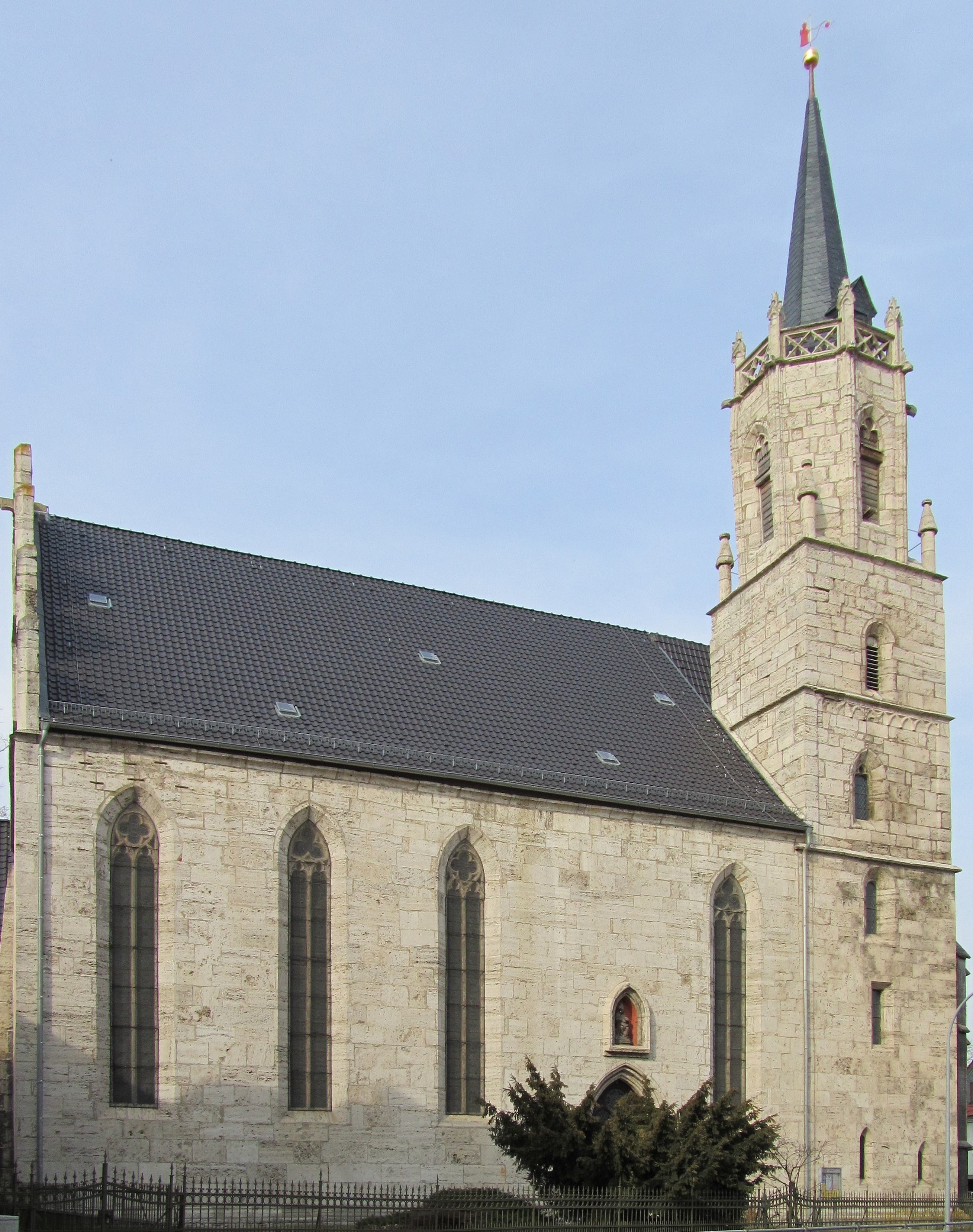
St. Nikolai von Süden

Der erst nach 1339 vollendete Chorflankenturm hat bis zum Dachgesims zwei quadratische Geschosse, darüber erheben sich zwei weitere. An der Außenwand des 3. Geschosses befinden sich ein Spitzbogenfries und Ecklisenen. Oberhalb der quadratischen Geschosse erstreckt sich eine achteckige Glockenstube mit Rundstabbündeln an den Ecken. Der mit Schiefer gedeckte Helm ist am Fuß von einer Maßwerkbrüstung umgeben, an den Ecken befinden sich Fialen mit Kreuzblumen. Im Glockenstuhl befindet sich neben zwei 1959 gegossenen Eisenhartgussglocken eine 1505 gegossene Bronzeglocke. Die Sakristei im Turmerdgeschoss hat ein steinernes gotisches Kreuzrippengewölbe. Über dem spitzbogigen Südportal mit schlichtem Tympanon steht in einer Nische die mächtige Holzfigur des heiligen Nikolaus als thronender Bischof, dargestellt mit knittriger Gewandung und alternden Gesichtszügen. Das nördliche Portal ist mit geradem Sturz ausgebildet, darüber befindet sich ein kurzes, dreiteiliges Fenster.

## Inneres
Schlichte Achteckpfeiler und halbrunde, von Blattkonsolen abgefangene Dienste und Buckellaubkämpfer tragen das neugotische Kreuzrippengewölbe. Von den ursprünglich zwei Emporen ist Ende des 19. Jahrhunderts nur eine wiedererrichtet wurden. Aus dieser Zeit stammen auch Kanzel, Altar und Orgel. Langhaus und Chor besitzen hohe, zweiteilige Fenster mit einfachem Maßwerk und profilierten Gewänden. Drei Fenster des Chorpolygons enthalten Glasmalerei, das mittlere, das Christusfenster, ist um 1900 entstanden, die beiden anderen gelten als Originale von vor 1400.